# Pestalotiopsis gracilis
Pestalotiopsis gracilis är en svampart som först beskrevs av Heinrich Klebahn, och fick sitt nu gällande namn av Steyaert 1949. Pestalotiopsis gracilis ingår i släktet Pestalotiopsis och familjen Amphisphaeriaceae.   Inga underarter finns listade i Catalogue of Life.